# Petru Valenski
Petru Valenski, bürgerlicher Name Fernando Rafael Enciso Balparda, (* 8. August 1958 in Montevideo, Uruguay) ist ein uruguayischer Schauspieler und Fernsehmoderator.

## Theater
Valenski begann seine Karriere 1984 im Genre des Café-concert in Show New Face de Piedra. Ab 1988 arbeitete er dann insbesondere unter Regisseur Omar Varela. Seinem Mitwirken in dessen ¿Quién le teme a Italia Fausta? ab 1988 folgte 1991 eine Rolle in El misterio de Irma Vap. Bereits 1989 hatte er zudem bereits unter der Regie Sergio Otermíns in Cabaret gespielt. Im selben Jahr wurde ihm in Miami auch eine Auszeichnung als bester ausländischer Schauspieler durch die Asociación de Críticos de Arte zu Teil. 1992 war er in Sólo Petru und 1993 in Arlequino zu sehen, beides ebenso Varela Stücke wie auch Las tres rosas encarnadas im Jahre 1996, in dem er auch Teil der Besetzung war. Valenski, Mitglied der Sociedad Uruguaya de Actores, gehörte zudem der Theatergruppe Teatro para todos an. Weitere Varela-Inszenierungen, in denen er jeweils am Teatro del Anglo mitspielte, waren beispielsweise im Jahr 2000 Greta Garbo, quien diría termino en el Barrio Sur, zwei Jahre später La bien pagá. Un musical apasionado., 2003 in No te vistas que no vas, Golpeá que te van a abrir 2004 und Más loca que una cabra im Jahre 2005. Valenski ist überdies Bestandteil der Theaterkompanie Italia Fausta, zu deren Gründungsmitgliedern er 1988 zählte.

## Rundfunk
Auch auf diverse Tätigkeiten im TV kann Valenski zurückblicken. So war er von 1993 bis 2001 in der auf Canal 10 ausgestrahlten Sendung Decalegrón zu sehen und führt seit 2003 mit Marcelo Galli durch Dos por noche auf Vtv Uruguaya, einem uruguayischen Kabelfernsehsender. Zudem ist er Co-Moderator des ebenfalls auf Canal 10 beheimateten Hola Vecinos. Im Radio ist er seit 2003 im zuletzt auf Radio Sarandí ausgestrahlten Las cosas en su sitio zu hören.

## Film
Im Kino wirkte er in den Filmen El Chevrolé (1996), Impétigo (2002) von Silvia Rodríguez Villamil und Bienvenida al show (2004) von Eduardo Tolosa mit.

## Sonstiges
Valenski führt zudem esoterische Lesungen durch.